# 武野秀樹
武野 秀樹（たけの ひでき、1930年12月5日 - ）は、日本の経済学者、九州大学名誉教授。

## 略歴
福岡県出身。旧制山口高等学校を経て、1953年九州大学経済学部卒、55年助手。73年「国民経済計算の基礎」で経済学博士。1958年九大助教授、70年教授、86年経済学部長。92年定年退官、名誉教授、九州産業大学教授、兵庫大学教授。近代経済学、国民経済論が専門。

## 著書
- 『国民所得と社会会計』東洋経済新報社 1963
- 『国民経済計算の基礎』東洋経済新報社 1970
- 『国民経済計算』有斐閣 1983
- 『国民所得論』九州大学出版会 経済工学シリーズ 1990
- 『国民経済計算と国民所得』九州大学出版会 1995
- 『国民経済計算入門』有斐閣 2001
- 『GDPとは何か 経済統計の見方・考え方』中央経済社 2004

### 共編著
- 『線型経済学』時政勗共著 有斐閣 1973
- 『近代経済学要論』伊東正則共編 有斐閣双書 1975
- 『経済成長論』山崎良也共編 有斐閣 1977
- 『マクロ経済学要論』伊東正則,平岡規正共編 有斐閣双書 1977
- 『ミクロ経済学要論』伊東正則,土屋圭造共編 有斐閣双書 1977
- 『マクロ経済学入門』編著 中央経済社 1981
- 『ミクロ経済学入門』編著 中央経済社 1985
- 『新近代経済学要論』時政勗共編 有斐閣ブックス 1988
- 『国民経済計算の展開』山下正毅共編 同文館出版 1993
- 『国民経済計算とその拡張』金丸哲共編著 勁草書房 1997
- 『経済学概論』細江守紀,新谷正彦,駄田井正共編 勁草書房 現代経済学のコア 2003

### 翻訳
- 『ケインズ全集 第18巻 賠償問題の終結 1922～32年の諸活動』エリザベス・ジョンソン編  山下正毅共訳 東洋経済新報社 1989

## 論文
- <武野秀樹